# Gypona narrara
Gypona narrara är en insektsart som beskrevs av Delong 1980. Gypona narrara ingår i släktet Gypona och familjen dvärgstritar. Inga underarter finns listade i Catalogue of Life.